# Cesta (informatika)
Cesta neboli směrník (používá se i anglické path) je v informatice označení pro způsob lokalizace určitého adresáře zápisem posloupnosti jmen adresářů začínající v kořeni souborového systému (absolutní cesta) nebo v aktuálním adresáři (relativní cesta). Cesta je součástí úplného jména souboru, které umožňuje identifikovat libovolný soubor v souborovém systému počítače.
Příklad zápisu cesty v různých operačních systémech:
- \DOC\1989 (MS-DOS)
- \Program Files (x86)\Java (Microsoft Windows)
- /var/tmp (Unix)
- [VMS$COMMON.SYSEXE] (OpenVMS)

## Historie
Operační systém Unix zavedl přibližně v roce 1970 jako oddělovač jmen adresářů znak lomítko (/).
V první verzi systému MS-DOS vydané v roce 1981 pojmenované adresáře neexistovaly (na každém disku byl jen kořenový adresář), a znakem lomítko začínaly přepínače některých programů (utilit), které pro DOS dodala firma IBM. Když byla pro MS-DOS 2.0 představena podpora adresářů, přála si firma IBM zachovat zpětnou kompatibilitu s původními nástroji pro DOS, což znamenalo ponechat funkci znaku lomítko (/) pro označení přepínačů. Protože znak lomítko již měl svou funkci přiřazenu, rozhodla se firma Microsoft, že místo něj použije pro oddělení adresářů znak zpětné lomítko (\). Toto použití obou znaků bylo převzato i do systému Microsoft Windows a OS/2. V unixových systémech je pro přepínače používán zpravidla znak minus (resp. spojovník -).

## Absolutní cesta
Absolutní cesta je zápis cesty z kořenového adresáře. V unixových systémech začíná znakem lomítko (/), které má na začátku cesty význam kořenového adresáře. V systémech Windows se pro kořenový adresář používá obrácené lomítko (\), před kterým může být označení diskové jednotky, například:
```
/etc/passwd
C:\Windows\System32\defrag.exe
```

## Relativní cesta
Relativní cesta se vztahuje k aktuálnímu pracovnímu adresáři, což je adresář, který je evidován jako vlastnost běžícího procesu (typicky v PCB). Relativní cesta je připojena k pracovnímu adresáři, a tak je získána absolutní cesta.
V unixových systémech lze říci, že relativní cesta začíná čímkoliv jiným, než lomítkem:
```
seznam.txt
./seznam.txt
public_html/index.php
../../etc/passwd
```

V prostředí Windows pak obdobně (s ohledem na název diskové jednotky), například:
```
boot.ini
C:Windows\System32\CONFIG.NT
..\ntuser.ini
```

## Universal Naming Convention
V systémech Microsoft Windows je UNC (anglicky Universal Naming Convention nebo Uniform Naming Convention) označení pro umístění síťového prostředku, sdíleného adresáře, souboru či tiskárny. Syntaxe UNC pro kompletní síťovou cestu má následující tvar:
```
\\<Název počítače>\<Sdílený adresář>\<podadresář>\<soubor>
```

Pro označení sdíleného adresáře jsou používány jen první dvě položky výše uvedené UNC (počítač a sdílený adresář), například: \\server\data.